# لاله واژگون زاگرس
لالهٔ واژگون زاگرس یا گل سرنگون زاگرس  (نام علمی: Fritillaria zagrica) یکی از گونه‌های لاله واژگون است. ارتفاع آن به ۸ سانتیمتر می‌رسد و گل‌های واژگون بطول ۱ و نیم سانتیمتر است. رنگ آن متمایل به قهوه‌ای است و در مواردی به وفور در دامنه‌های سنگلاخی می‌روید به سادگی قابل رویت نبوده لکن از نزدیک می‌توان پی برد که همان زیبایی و جلوهٔ بسیاری از گونه‌های دیگر این جنس را دارا می‌باشد. بعضی مواقع دارای دو گل است و کپسول بیضی شکل آن افراشته و بطور غیر مترقبه‌ای بزرگ می‌شود. پراکندگی آن زیاد بوده و نسبتاً در زاگرس فراوان دیده می‌شود. بر همین اساس نام لاتین آن از منطقه گرفته شده‌است. در دامنه‌های سنگلاخی کوه‌ها تا حدود ۲۶۰۰ متر ارتفاع می‌روید. زمان گلدهی در ماه فروردین و اردیبهشت است.